# Stadio di baseball

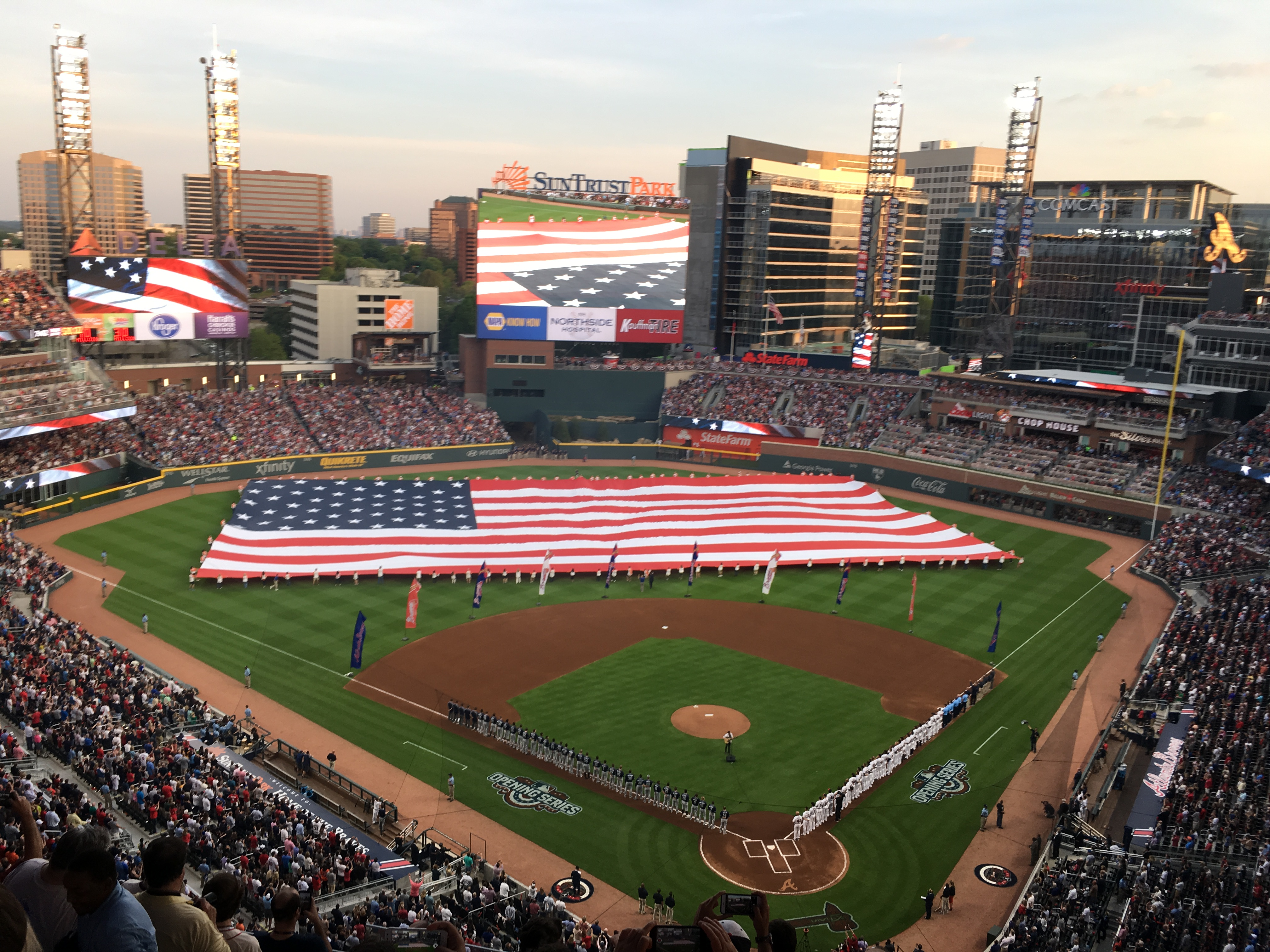
Il SunTrust Park durante l'Opening Day della stagione 2017 della Major League Baseball.

Uno stadio di baseball, noto anche come ballpark, è uno stadio in cui si gioca a baseball. Uno stadio di baseball è costituito dal diamante e dalle gradinate per gli spettatori.
Il termine "ballpark" viene usato a volte per indicare l'intera struttura e a volte per indicare solo il diamante.

## Caratteristiche generali

### Il diamante

Diagramma del campo interno

La parte più importante dello stadio di baseball è il diamante, generalmente costituito da un campo interno di terra e un campo esterno d'erba; lo spazio circoscritto dalle basi è generalmente coperto d'erba. Alcuni stadi, come il Rogers Centre di Toronto, hanno della torba tra le basi; altri, come lo Stadio Hanshin Kōshien nella prefettura di Hyōgo, Giappone, hanno il campo interno interamente fatto di terra.
Negli stadi professionali, oltre il campo esterno, è presente un'area larga circa 3 m (9,84 ft) chiamata "warning track". Questa deriva dalla pista di corsa presente nello Yankee Stadium nel 1923 e col tempo è stata aggiunta a tutti gli stadi della Major League Baseball. La warning track serve ad avvertire gli esterni, mentre guardano in alto per prendere al volo la palla, che si stanno avvicinando al muro esterni.
Oltre alla warning track c'è la recinzione o il muro esterno, che segnano il limite del campo. Oltre la recinzione, nei campi professionistici, c'è un'area chiamata batter's eye.

### Spalti
Nella Major League Baseball, gli spalti vicino al campo interno, chiamati "grandstand", si estendono su più livelli. L'estensione di questi spalti varia da stadio a stadio.
Gli spalti posizionati oltre la recinzione del campo esterno è generalmente differente dai grandstand, anche se in alcuni stadi, specialmente quelli che vengono utilizzati anche per eventi di diverso tipo, hanno i grandstand attorno a tutto il campo.

### Variazioni

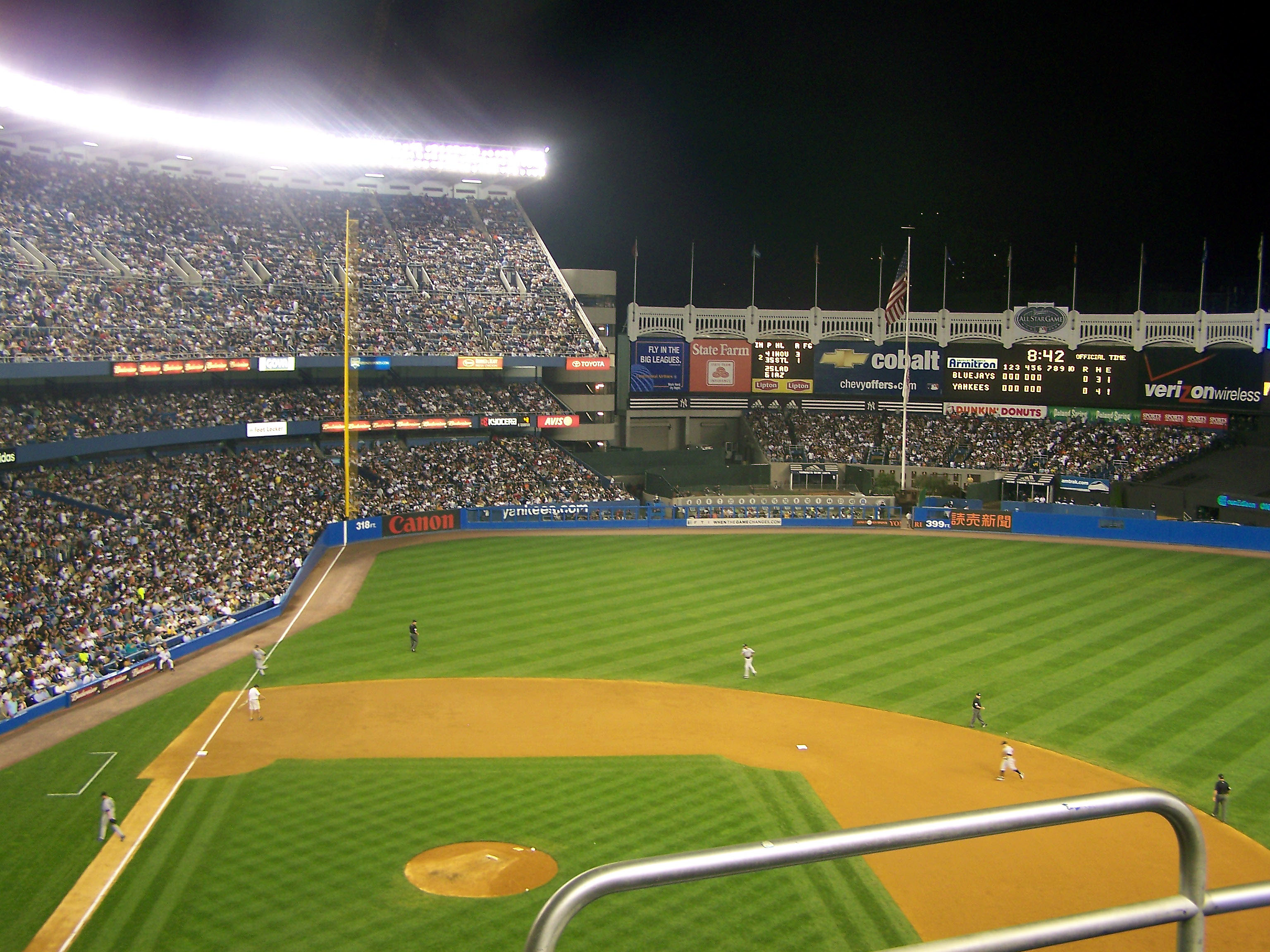
Fotografia del vecchio Yankee Stadium che mostra il muro del campo sinistro, che era molto più lontano da base del muro del campo destro.

A differenza del football e del calcio, in cui l'area di gioco è fissa, l'unica parte fissa del diamante è il campo interno. Similmente al cricket, il resto del campo di gioco ha dimensioni e forma differenti in base allo stadio.
Per evitare fuori campo facili, nel 1958 venne aggiunta una regola che imponeva che gli stadi dovevano essere costruiti con una distanza minima di 97,53 m (319,98 ft) lungo le linee di foul e 121,92 m (400,00 ft) al campo centrale. Questa regola venne aggiunta per evitare situazioni come quella del Los Angeles Memorial Coliseum, che misurava 251 ft (76,50 m) al campo sinistro.
Tuttavia, con l'inaugurazione del Camden Yards di Baltimora nel 1992, la regola della distanza minima cominciò a essere ignorata. Una delle ragioni fu il look retro dello stadio che con le sue misure irregolare divenne molto popolare, in contrasto con gli stadi tradizionalisti e simmetrici che, generalmente, venivano usati per molti eventi. Dall'apertura del Camden Yards, sono stati costruiti molti stadi retro, con le staccionate asimmetriche. La distanza della staccionata varia da stadio a stadio, ma può essere differente anche nello stadio stesso. Il vecchio Yankee Stadium, per esempio, aveva un campo esterno molto inusuale, tanto che il campo destro era più corto di oltre 100 ft (30,48 m) rispetto al campo sinistro. Il Polo Grounds, a causa della sua forma rettangolare, aveva delle distanze molto corte sulle linee di foul: 258 ft (78,64 m) sulla destra e 280 ft (85,34 m) sulla sinistra; in contrasto, il punto più lontano del campo centrale era a 500 ft (152,40 m) dal piatto di casa.
Gli stadi più vecchi, come il Fenway Park, vennero esentati e poterono tenere le loro dimensioni. Inoltre, alcuni nuovi stadi hanno ricevuto degli esoneri particolari per poter non seguire le regole; per esempio il secondo Yankee Stadium, costruito nel 2009, usa le stesse dimensioni dello Yankee Stadium originale.
Anche l'altezza delle staccionate varia sensibilmente; l'esempio più lampante è il Green Monster del campo sinistro del Fenway Park, alto 37 ft (11,28 m). Staccionate di grandi altezze vengono usate per fermare fuori campo facili causati dalla ridotta distanza da casa base o quando c'è una piccola distanza tra il campo e le strade che lo circondano. Lo Hubert H. Humphrey Metrodome, nella configurazione per il baseball, aveva un "muro esterno" alto 23 ft (7,01 m), che era in realtà una parte degli spalti coperta da un sottile foglio di plastica blu.

## Etimologia

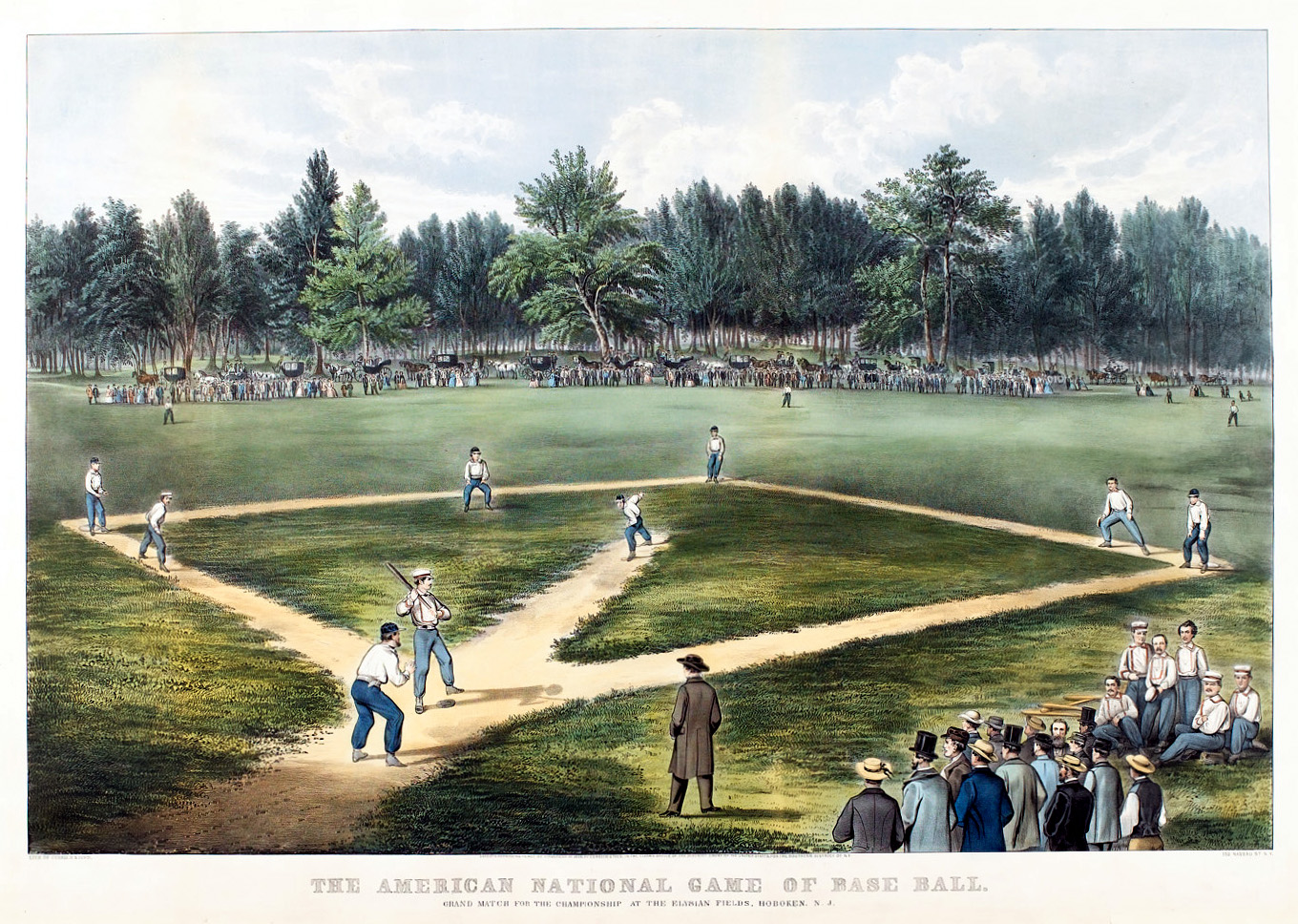
Gli Elysian Fields di Hoboken

Il baseball era originariamente giocato in campi aperti o nei parchi pubblici. L'origine del baseball moderno è convenzionalmente connessa agli Elysian Fields di Hoboken, New Jersey, un grande parco pubblico dove gli uomini d'affari di New York si riunivano per giocare partite di baseball e cricket, fin dalla metà del 1840. Il nome "Field" ("Campo") o "Park" ("Parco") era generalmente usato nel nome dei primi stadi di baseball.
Con l'inizio del baseball professionale, il campo da gioco divenne parte di un complesso con aree fisse per gli spettatori e recinzioni per limitare l'accesso ai soli spettatori paganti. Il nome "Grounds" ("Terreni") iniziò ad essere usato con l'Union Grounds nel 1862. I suffissi "Field" e "Park" erano ancora usati, ma molti stadi professionali usavano il soffitto "Grounds". L'ultimo stadio attivo nella MLB con questo suffisso era il Polo Grounds in New York City, utilizzato fino al 1964.
Il suffisso "Dome" ("Cupola") veniva usato per gli stadi coperti costruiti dopo gli anni 60. I nomi ufficiali di queste arene spesso contenevano la parola "Stadio", come per esempio il Reliant Astrodome di Houston, che venne costruito con il nome di "Harris County Domed Stadium" in 1965. L'era retro degli anni 90 e inizi 2000 tornò alle origini e le strutture costruite in quel periodo usano i vecchi suffissi; ne sono esempio il Safeco Field e il Miller Park.